# Antoni Gaudí, una visión inacabada
Antoni Gaudí, una visión inacabada es una película de 1974 del director estadounidense John Alaimo. Nunca se estrenó comercialmente, ni en cines ni en televisión, debido a que una entidad bancaria embargó la cinta a la productora al no poder hacer frente al pago solicitado para el rodaje.
En noviembre de 2009, después de la muerte del actor que encarnaba a Gaudí, José Luis López Vázquez, el historiador Carles Querol dio a conocer a los medios españoles el hallazgo de una caja de cartón que había permanecido cerrada por 30 años y que contenía la cinta. Este hecho tuvo una amplia cobertura en la prensa española y transformó el desconocido film en un documento de referencia para estudiosos de la obra de Gaudí como Joan Bassegoda, quien llevaba años intentando hallar la cinta perdida.
En un principio el papel de Gaudí estaba pensado para el actor Fernando Rey, pero debido a que se encontraba atareado rodando otra película, se le asignó a José Luis López Vázquez, quien falleció tres días antes de que Querol recuperara la desaparecida caja que contenía la película embargada.

## Sinopsis
La película tiene una trama sencilla: Antoni Gaudí (José Luis López Vázquez) muestra sus obras a un joven arquitecto madrileño (José María Lana) que ha llegado a Barcelona a conocer el concepto de modernismo en la arquitectura de Gaudí. El maestro decide explicárselo recorriendo la ciudad y mostrando al estudiante sus trabajos.